# 日野西資宗
日野西資宗（ひのにし すけむね、 - 文正元年（1466年）7月11日）は、室町時代中期の公卿。

## 官歴
- 時期不明：正四位下
- 宝徳元年（1449年）：参議
- 宝徳2年（1450年）：従三位、出雲権守
- 康正元年（1455年）：従二位
- 寛正6年（1465年）：正二位、権大納言

## 系譜
- 父：日野西盛光
- 子：日野西朝光